# Манцано
Мандза́но, Манцано (итал. Manzano) — коммуна в Италии, располагается в регионе Фриули-Венеция-Джулия, в провинции Удине.
Население составляет 6778 человек (2008 г.), плотность населения составляет 226 чел./км². Занимает площадь 31 км². Почтовый индекс — 33044. Телефонный код — 0432.
Покровителем коммуны почитается святой Валентин Интерамнский. Праздник ежегодно празднуется 14 февраля.

## Демография
Динамика населения:

## Администрация коммуны
- Официальный сайт: http://www.comune.manzano.ud.it/